# Nhân tần Kim thị
Kính Huệ Nhân tần Kim thị (chữ Hán: 敬惠仁嬪 金氏, tiếng Hàn: 인빈 김씨, 1555 – 1613) là Hậu cung tần ngự trong Nội mệnh phụ của Triều Tiên Tuyên Tổ, mẹ của Triều Tiên Nguyên Tông, tổ mẫu của Triều Tiên Nhân Tổ và là một trong bảy người được sử gọi là Thất cung của Triều Tiên.

## Cuộc đời
Nhân tần Kim thị khi còn nhỏ đã nhập cung làm cung nữ, nương nhờ người chị họ là Thục nghi Lý thị, phi tần của vua Triều Tiên Minh Tông, sau được truy phong làm Khánh tần (慶嬪). Có lẽ nhờ sự giúp đỡ và tiến cử từ Lý thị, bà được Nhân Thuận Vương hậu, chính thất của Minh Tông, hết mực yêu mến.
Năm đầu triều Tuyên Tổ (1568), Kim thị 14 tuổi (tính theo tuổi Hàn, tức khoảng 13 tuổi dương lịch) được nhà vua sủng hạnh. Đến năm Tuyên Tổ thứ 6 (1573), bà được phong Thục viên (淑媛) – tước vị cấp thấp trong hậu cung), sau đó lần lượt thăng lên Chiêu dung (昭容) và Thục nghi (淑儀). Sau khi Cung tần Kim thị qua đời, bà trở thành phi tần được Tuyên Tổ sủng ái nhất, rồi được phong Quý nhân (貴人). Năm Tuyên Tổ thứ 37 (1604), bà được chính thức sách phong làm Nhân tần (仁嬪).
Theo sử sách ghi chép, Nhân tần Kim thị là người giỏi mưu tính. Có lẽ vì xuất thân cung nhân nên bà luôn giữ thái độ khiêm nhường, kính cẩn với bề trên, nhờ đó rất được vua yêu quý. Do quy định trong hoàng cung, các vương tử và công chúa được sinh bởi phi tần đều phải gọi Ý Nhân Vương hậu là mẹ nên khi các con gọi bà là mẹ, bà luôn tỏ ra lo lắng và dạy rằng mình chỉ là người sinh con thay cho vương hậu vì bà ấy không thể có con.
Khi Ý Nhân Vương hậu lâm trọng bệnh, Kim thị ở bên cạnh chăm sóc tận tình, thậm chí đích thân xử lý việc đại tiểu tiện. Khi vương hậu qua đời, bà biểu lộ nỗi đau buồn rất sâu sắc.
Tương truyền khi Tuyên Tổ cưới Nhân Mục Vương hậu, người kế thất còn rất trẻ, các phi tần trong cung đều tỏ ý bất mãn, chỉ riêng Kim thị vẫn sống bình thường, đối xử với vương hậu trẻ tuổi rất cung kính. Dù vậy, vì muốn củng cố thế lực, bà dung túng em trai là Kim Công Lượng cấu kết với các đại thần, lại nhiều lần dèm pha nhằm loại trừ các phe phái đối lập. Do đó, bà thường bị xem là hình mẫu điển hình của việc phi tần can dự triều chính.
Nhân tần và Tuyên Tổ có với nhau bốn con trai: Nghĩa An Quân Lý Thành, Tín Thành Quân Lý Dực, Định Viễn Quân Lý Phu, Nghĩa Xương Quân Lý Quang; và năm con gái: Trinh Thận Ông chúa, Trinh Huệ Ông chúa, Trinh Thục Ông chúa, Trinh An Ông chúa, Trinh Huy Ông chúa.
Bà từng có ý định lập Tín Thành Quân làm Thế tử, nhưng cuối cùng Quang Hải Quân lại nhanh chân giành được ngôi vị. Về sau, sợ bị Quang Hải báo thù sau khi Tuyên Tổ qua đời, Nhán tần đã cố gắng lấy lòng ông ta, thậm chí giúp hòa giải mối bất hòa giữa hai cha con, và còn dâng cháu gái Thân thị (辛氏) làm thiếp cho Quang Hải Quân. Nhờ vậy, sau khi lên ngôi, Quang Hải Quân rất kính trọng Nhân tần.
Vì muốn bảo vệ bản thân và các con, Nhân tần Kim thị đã làm nhiều việc không chính đáng. Trong sự kiện liên quan đến Lâm Hải Quân, bà cũng đưa ra nhiều lời cố vấn cho Quang Hải Quân.
Năm 1608, Tuyên Tổ qua đời, Nhân tần theo thông lệ rời khỏi hoàng cung, về sống tại tư dinh cho đến khi mất. Sau này, cháu trai của bà là Triều Tiên Nhân Tổ lật đổ Quang Hải Quân và lên ngôi, kể từ đó các vị vua về sau của Triều Tiên đều là hậu duệ của bà.
Dưới triều Triều Tiên Anh Tổ, bà được truy phong cung hiệu là Trữ Khánh cung (儲慶宮), viên hiệu là Thuận Khang viên (順康園), và thụy hiệu đầy đủ là:
Kính Huệ Dự Đức Nhân tần (敬惠裕德仁嬪).

## Hậu duệ

### Vương tử
1. Nghĩa An Quân Lý Thành (義安君李珹; 1577 - 1588.
2. Tín Thành Quân Lý Dực (信城君李珝; 1578 - 1592). Lấy quận phu nhân họ Thân ở Bình Sơn.
3. Định Viễn Quân Lý Phu (定遠君李琈; 1580 - 1619). Sinh ra Triều Tiên Nhân Tổ, được tấn tôn làm Nguyên Tông đại vương (元宗大王).
4. Nghĩa Xương Quân Lý Quang (義昌君李珖; 1589 - 1645). Lấy quận phu nhân họ Hứa ở Dương Xuyên.

### Vương nữ
1. Trinh Thận Ông chúa [貞慎翁主; 1582 - 1653], mẹ là Nhân tần Kim thị. Hạ giá lấy Đạt Thành úy Từ Cảnh Thọ (徐景霌).
2. Trinh Huệ Ông chúa (貞惠翁主; 1584 - 1638). Hạ giá lấy Hải Tung úy Doãn Tân Chi (尹新之).
3. Trinh Thục Ông chúa (貞淑翁主; 1587 - 1627). Hạ giá lấy Đông Dương úy Thân Dực Thánh (申翊聖).
4. Trinh An Ông chúa (貞安翁主; 1590 - 1660). Hạ giá lấy Cẩm Dương quân Phác Di (朴瀰).
5. Trinh Huy Ông chúa (貞徽翁主; 1593 - 1653). Hạ giá lấy Toàn Xương quân Liễu Đình Lượng (柳廷亮).